# Herenstraat (Rekem)

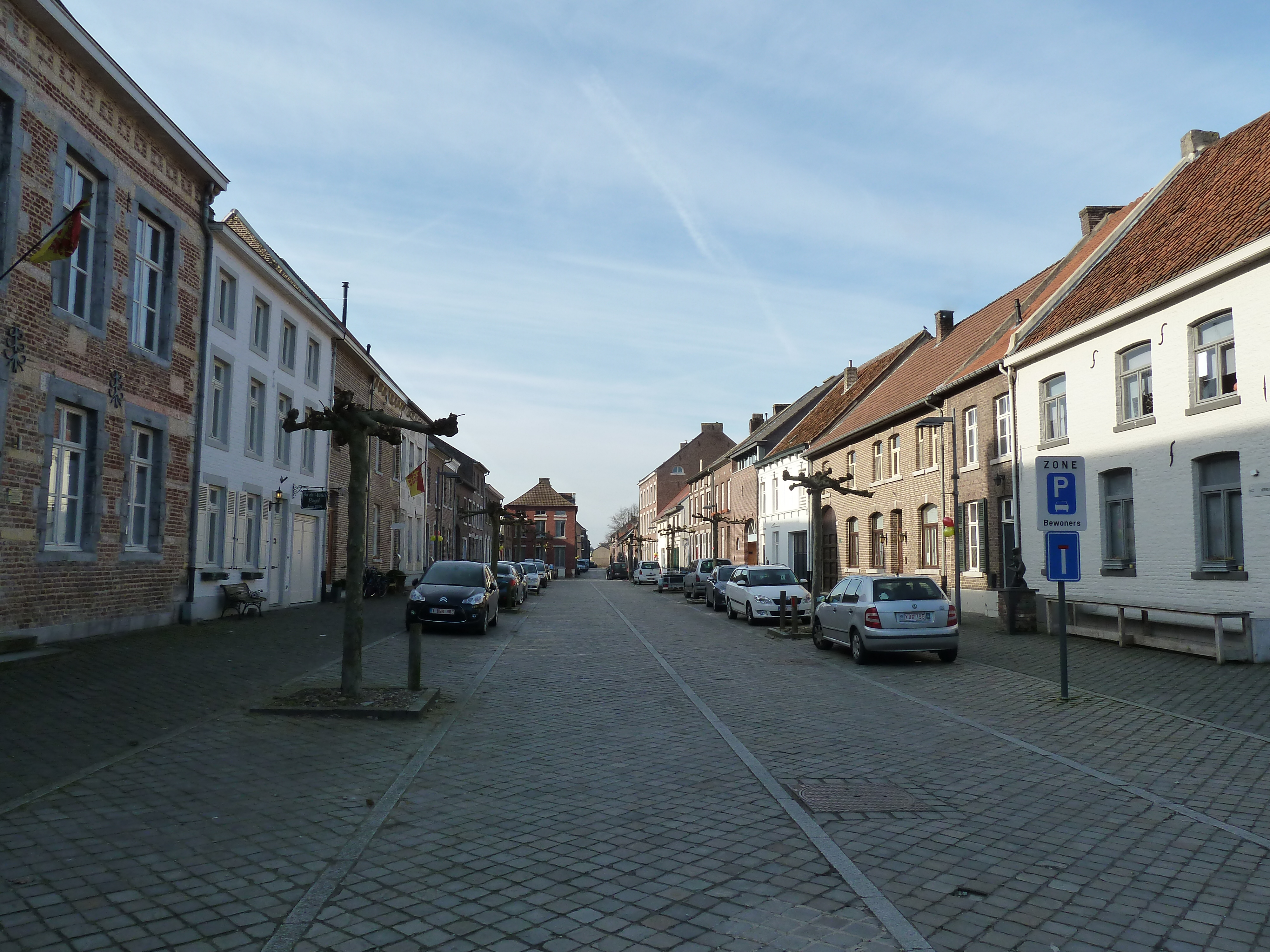
Herenstraat gezien vanaf Onder de Linden

De Herenstraat is een straat in Oud-Rekem (gemeente Lanaken) in de Belgische provincie Limburg.
De straat, met een pleinachtig karakter, maakt samen met de Patersstraat en Kanaalstraat deel uit van de oost-westas van het dorp. Tot 1836 was de Herenstraat afgesloten van de Patersstraat door de Middel- of Ferdinandpoort, later Aspremont of Isabellapoort genaamd. Deze poort werd in 1638 gebouwd door graaf Ferdinand d'Aspremont-Lynden (1611 - 1665) als onderdeel van de derde omwalling van het noordoostelijk gelegen Kasteel d'Aspremont-Lynden.
Aan beide zijden bevinden zich karakteristieke, voornamelijk 19e-eeuwse herenhuizen en stadshoeven, veelal voorzien van inrijpoorten.
De nummers 2, 4 en 6 vormden in de 16e eeuw de 'Kamerlinckhof' waarin van 1763 tot 1795 de schepenbank, met vergaderzaal, schrijfkamer, een gevangenis op de bovenste verdieping en een woning voor de gerechtsbode op het gelijkvloers, gehuisvest was. Na afschaffing van het graafschap vervulden deze panden verschillende functies, waaronder: apotheek, smidse, kantoor voor post en telegraaf, winkel. Thans is hier een bistro gevestigd.
Groenplaats · Herenstraat · Engelenstraat · Isabellastraat · Kanaalstraat · Nieuwe Walstraat · Onder de Linden · Oude God · Patersstraat · Schijfstraat · Walstraat